# Burnout Syndromes
Burnout Syndromes (バーンアウト・シンドロームズ, estilizado em letras maiúsculas quando romanizado) é uma banda de rock japonesa formada em 4 de maio de 2005 em Osaka. A banda é formada pelo guitarrista e vocalista Kazuumi Kumagai, o baixista Taiyu Ishikawa e o baterista Takuya Hirose. Eles lançaram dois álbuns pela Epic Records Japan e fizeram parte da trilha sonora original do anime Haikyu!! em sua segunda temporada.
No dia 3 de janeiro de 2020, eles participaram de um festival online apresentado no Nippon Budokan, organizado pela Sony Music. Em 31 de janeiro de 2020, a banda estreou seu single "Phoenix" no YouTube, usado como abertura da série de anime de TV Haikyū!!.

## Visão geral
Em 2005, Ishikawa pediu a Kazuumi para formar uma banda. Eles eram colegas de classe no ensino médio. Mais tarde, Hirose se juntou à banda. O primeiro objetivo era chamar a atenção das meninas em um festival escolar. No entanto, o festival foi cancelado devido a um surto de gripe. Depois, eles continuam praticando para se tornarem bons o suficiente para receber ofertas para ter suas músicas em animes.
Nos últimos anos eles começaram a tocar música eletrônica depois de aprenderem a usar um sequenciador.
A banda escreveu músicas para animes populares fora do Japão, como Haikyū!!, Dr. Stone e Gintama. Eles experimentam gêneros como techno, ambiente, e hip-hop em seu material. Eles formaram a subunidade Hxeros Syndromes com o dublador Yoshitsugu Matsuoka para produzir a abertura do anime Super HxEros.
Burnout Syndromes está em turnê pelo Brasil tocando em convenções de anime. Em 21 de janeiro eles participaram do Anime Friends Premiére em São Paulo, irão ao SANA em Fortaleza no dia 28, ao Anime Summit Teaser em Brasília em 3 de fevereiro e por fim ao Super-con em Recife no dia seguinte.

## Discografia

#### Álbuns de estúdio
| Título | Detalhes do álbum                                                                                   | Posição de pico | Posição de pico |
| Título | Detalhes do álbum                                                                                   | Japão Oricon    | Japão Billboard |
| --- | --------------------------------------------------------------------------------------------------- | --------------- | --------------- |
| Sekaiichi Utsukushii Sekaiichi Utsukushii Sekai (The Most Beautiful World in the Most Beautiful World in the World) | - Lançado: 2 de julho de 2014 - Gravadora: Handmade Music - Formatos: CD, download digital          | 253             | -               |
| Bungaku Shojo (Literature Girl)                                                                                     | - Lançado: 13 de maio de 2015 - Gravadora: Handmade Music - Formatos: CD, download digital          | 162             | -               |
| Lemon | - Lançado: 9 de novembro de 2016 - Gravadora: Epic Records Japão - Formatos: CD, download digital   | 37              | 47              |
| Kujaku (Peacock) | - Lançado: 21 de fevereiro de 2018 - Gravadora: Epic Records Japão - Formatos: CD, download digital | 31              | 29              |
| Myojo (Morning Star)                                                                                                | - Lançado: 20 de fevereiro de 2019 - Gravadora: Epic Records Japão - Formatos: CD, download digital | 56              | 69              |
| Tokyo | - Lançado: 23 de junho de 2021 - Gravadora: Epic Records Japão - Formatos: CD, download digital     | 38              | 42              |
| "—" denota itens que não foram incluídos no gráfico.                                                                | |                 |                 |

### Singles
| Título                                               | Ano  | Ranking de vendas | Ranking de vendas | Notas                                                  | Álbum  |
| Título                                               | Ano  | Japão Oricon      | Japão Hot 100     | Notas                                                  | Álbum  |
| ---------------------------------------------------- | ---- | ----------------- | ----------------- | ------------------------------------------------------ | ------ |
| "Fly High!!"                                         | 2016 | 20                | 12                | 2ª abertura da 2ª temporada de Haikyū!!.               | Lemon  |
| "Hikariare"                                          | 2016 | 46                | 39                | Abertura para a 3ª temporada de Haikyū!!.              | Lemon  |
| "Hana Ichi Monme"                                    | 2018 | 43                | 98                | 1º encerramento de Gintama. Shirogane no Tamashii-hen. | Kujaku |
| "Good Morning World!"                                | 2019 | 29                | -                 | 1ª abertura de Dr. Stone.                              | Tokyo  |
| "Phoenix"                                            | 2020 | 17                | 64                | 1ª abertura da 4ª temporada de Haikyū!!.               | Tokyo  |
| "Blizzard" / "Ginsekai"                              | 2021 | 32                | -                 | Aberturas de Those Snow White Notes.                   | Tokyo  |
| "—" denota itens que não foram incluídos no gráfico. |      |                   |                   |                                                        |        |